# Lindsay Tarpley
Lindsay Ann Tarpley Snow, mais conhecida como Lindsay Tarpley (Madison, 22 de setembro de 1983), é uma futebolista estadunidense que atua como atacante. Atualmente, joga pelo Chicago Red Stars.